# 658
| 658                |
| ------------------ |
| Dødsfald - Fødsler |
|                    |

| Gregoriansk kalender | 658 DCLVIII             |
| Ab urbe condita      | 1411                    |
| Armensk kalender     | 107 ԹՎ ՃԷ               |
| Kinesiske kalender   | 3354 – 3355 丁巳 – 戊午 |
| Etiopisk kalender    | 650 – 651               |
| Jødisk kalender      | 4418 – 4419             |
| Hindukalendere       |                         |
| - Vikram Samvat      | 713 – 714               |
| - Shaka Samvat       | 580 – 581               |
| - Kali Yuga          | 3759 – 3760             |
| Iransk kalender      | 36 – 37                 |
| Islamisk kalender    | 37 – 38                 |

Se også 658 (tal)